# Hardin County (Kentucky)
Hardin County ist ein County im Bundesstaat Kentucky der Vereinigten Staaten. Das U.S. Census Bureau hat bei der Volkszählung 2020 eine Einwohnerzahl von 110.702 ermittelt.
Der Verwaltungssitz (County Seat) ist Elizabethtown, das nach der Ehefrau von Colonel Andrew Hynes benannt wurde, der das Land zur Stadtgründung stiftete.

## Geographie
Das County liegt etwas westlich des geographischen Zentrums von Kentucky, grenzt im Norden an den Bundesstaat Indiana, getrennt durch den Ohio River und hat eine Fläche von 1631 Quadratkilometern, wovon fünf Quadratkilometer Wasserfläche sind. Es grenzt im Uhrzeigersinn an folgende Countys: Jefferson County, Bullitt County, Nelson County, LaRue County, Hart County, Grayson County, Breckinridge County und Meade County.

## Geschichte
Hardin County, benannt nach Colonel John Hardin, wurde am 15. Dezember 1792 aus Teilen des Nelson Countys gebildet. Im 19. Jahrhundert wiederum wurden die Nachbarbezirke LaRue County, Hart County, Grayson County, Breckinridge County und Meade County ganz oder teilweise aus Gebieten des Hardin County gebildet.
Insgesamt sind 90 Bauwerke und Stätten des Countys im National Register of Historic Places eingetragen (Stand 2. Oktober 2017).

## Demografische Daten

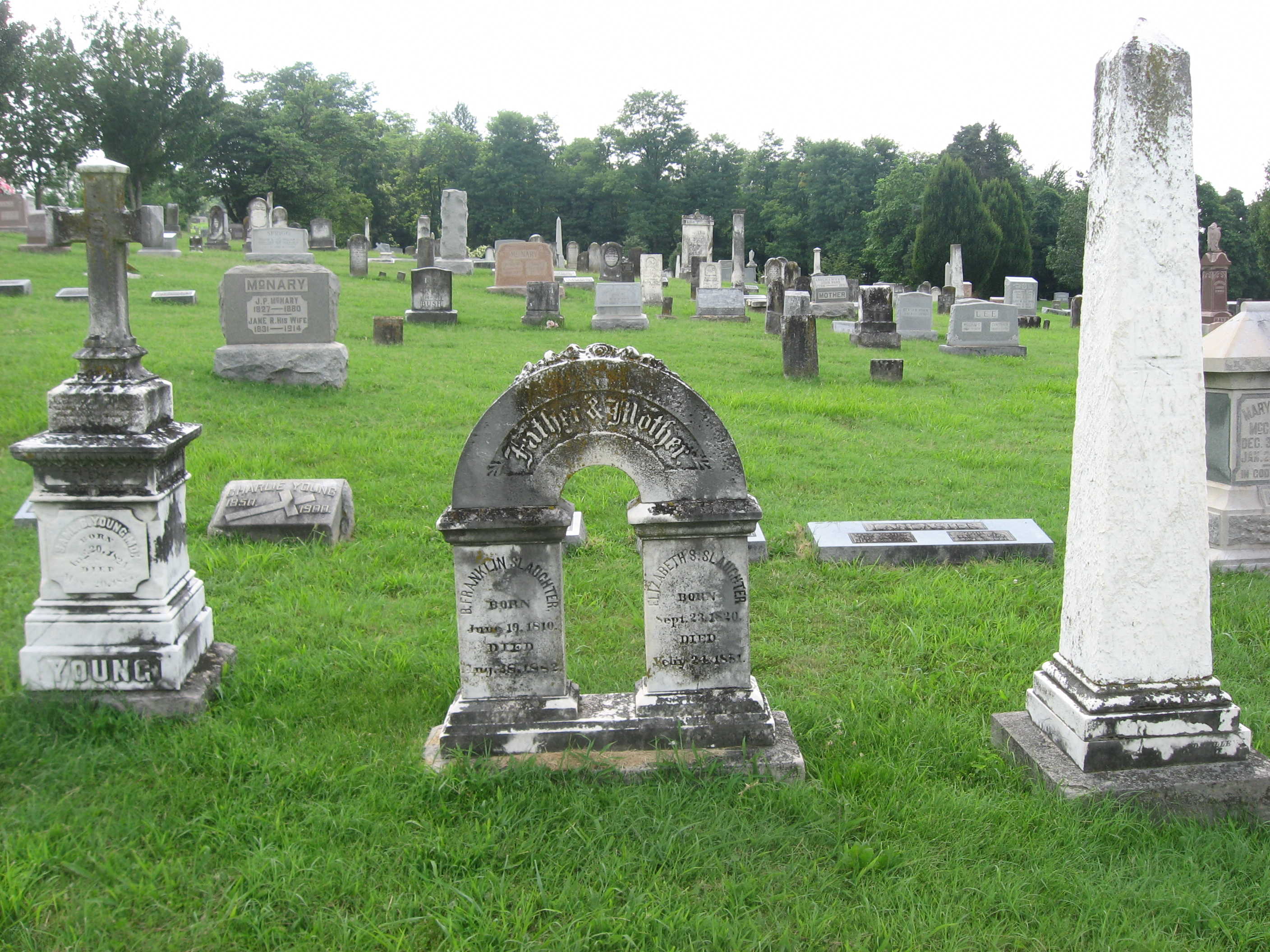
Grabsteine auf dem Elizabethtown City Cemetery, gelistet im NRHP

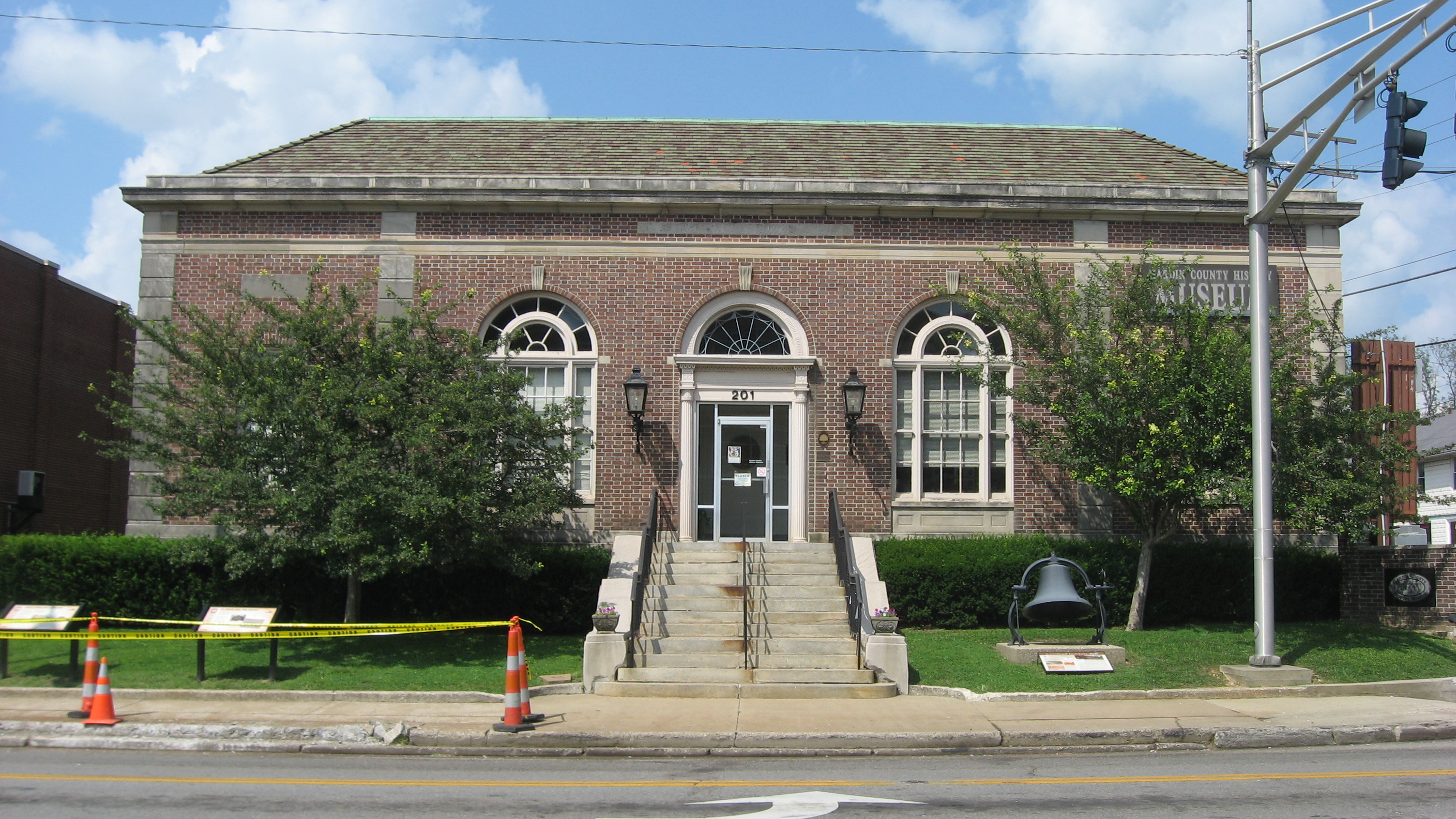
Ehemaliges U.S. Post Office in Elizabethtown, gelistet im NRHP

Nach der Volkszählung im Jahr 2000 lebten im Hardin County 94.174 Menschen in 34.497 Haushalten und 25.355 Familien. Die Bevölkerungsdichte betrug 58 Einwohner pro Quadratkilometer. Ethnisch betrachtet setzte sich die Bevölkerung zusammen aus 81,99 Prozent Weißen, 11,87 Prozent Afroamerikanern, 0,42 Prozent amerikanischen Ureinwohnern, 1,80 Prozent Asiaten, 0,22 Prozent Bewohnern aus dem pazifischen Inselraum und 1,35 Prozent aus anderen ethnischen Gruppen; 2,35 Prozent stammten von zwei oder mehr Ethnien ab. 3,35 Prozent der Bevölkerung waren spanischer oder lateinamerikanischer Abstammung.
Von den 34.497 Haushalten hatten 38,4 Prozent Kinder und Jugendliche unter 18 Jahre, die bei ihnen lebten. 57,8 Prozent waren verheiratete, zusammenlebende Paare, 11,9 Prozent waren allein erziehende Mütter, 26,5 Prozent waren keine Familien, 22,8 Prozent waren Singlehaushalte und in 7,5 Prozent lebten Menschen im Alter von 65 Jahren oder darüber. Die Durchschnittshaushaltsgröße betrug 2,62 und die durchschnittliche Familiengröße lag bei 3,07 Personen.
Auf das gesamte County bezogen setzte sich die Bevölkerung zusammen aus 27,6 Prozent Einwohnern unter 18 Jahren, 10,6 Prozent zwischen 18 und 24 Jahren, 31,5 Prozent zwischen 25 und 44 Jahren, 20,6 Prozent zwischen 45 und 64 Jahren und 9,7 Prozent waren 65 Jahre alt oder darüber. Das Durchschnittsalter betrug 34 Jahre. Auf 100 weibliche Personen kamen 102 männliche Personen. Auf 100 Frauen im Alter von 18 Jahren alt oder darüber kamen statistisch 100,5 Männer.
Das jährliche Durchschnittseinkommen eines Haushalts betrug 37.744 USD, das Durchschnittseinkommen der Familien betrug 43.610 USD. Männer hatten ein Durchschnittseinkommen von 30.743 USD, Frauen 22.688 USD. Das Prokopfeinkommen betrug 17.487 USD. 8,2 Prozent der Familien und 10,0 Prozent der Bevölkerung lebten unterhalb der Armutsgrenze. Davon waren 13,5 Prozent Kinder oder Jugendliche unter 18 Jahre und 8,6 Prozent waren Menschen über 65 Jahre.

## Orte im County
- Booth
- Cecilia
- Colesburg
- Crest
- Dietz Acres
- Eastview
- Elizabethtown
- Flint Hill
- Four Corners
- Franklin Cross Roads
- Gaffey Heights
- Gaithers
- Glendale
- Glendale Junction
- Hansbrough
- Harcourt
- Hardin Springs
- Howard
- Howe Valley
- Indian Hills
- Kraft
- Limp
- Long View
- Melrose
- Muldraugh
- Nolin
- Perryville
- Pierce Mill
- Prichard Place
- Radcliff
- Red Hill
- Rineyville
- Rogersville
- Rose Terrace
- Saint John
- Seven Corners
- Solway
- Sonora
- Spurrier
- Star Mills
- Stephensburg
- Summit
- Tunnel Hills
- Upton
- Vertrees
- Vine Grove
- Vine Grove Junction
- West Point
- White Mills
- White Mills Junction
- Younger Creek